# Ligne Nyon – Saint-Cergue – La Cure
Ne doit pas être confondu avec Chemin de fer Nyon-Saint-Cergue-Morez.
 (mai 2021).
Si vous disposez d'ouvrages ou d'articles de référence ou si vous connaissez des sites web de qualité traitant du thème abordé ici, merci de compléter l'article en donnant les références utiles à sa vérifiabilité et en les liant à la section « Notes et références ».
La ligne Nyon – Saint-Cergue – La Cure est une ligne ferroviaire suisse appartenant au chemin de fer Nyon-Saint-Cergue-Morez. Située dans le canton de Vaud, elle relie la ville de Nyon à la localité de La Cure, sur la commune de Saint-Cergue. Elle mesure 27 kilomètres de longueur. La partie française de cette ligne, soit le tronçon La Cure - Morez, a été fermée en 1958.
À l'exception des deux terminus et de Saint-Cergue, tous les arrêts sont sur demande. Un bouton de demande d'arrêt active un signal disant au mécanicien de locomotive de s'arrêter.

## Caractéristiques
- Longueur : 27 km
- Électrification : courant continu, tension de 1 500 V
- Écartement : 1 000 mm (voie métrique)
- Point culminant : 1 233 m en passant le col de la Givrine
- Nombre de ponts : 3 pour une longueur totale de 235 m
- Nombre de tunnels : 2 pour une longueur totale de 215 m
- Vitesse maximale sur la ligne : 70 km/h
- Pente maximum : 60 ‰
- Passagers : 1 569 145 en 2018[1]
- Taux de couverture : 23 % par les billets
- Subvention : 5,8 millions de francs suisses en 2005

## Tracé

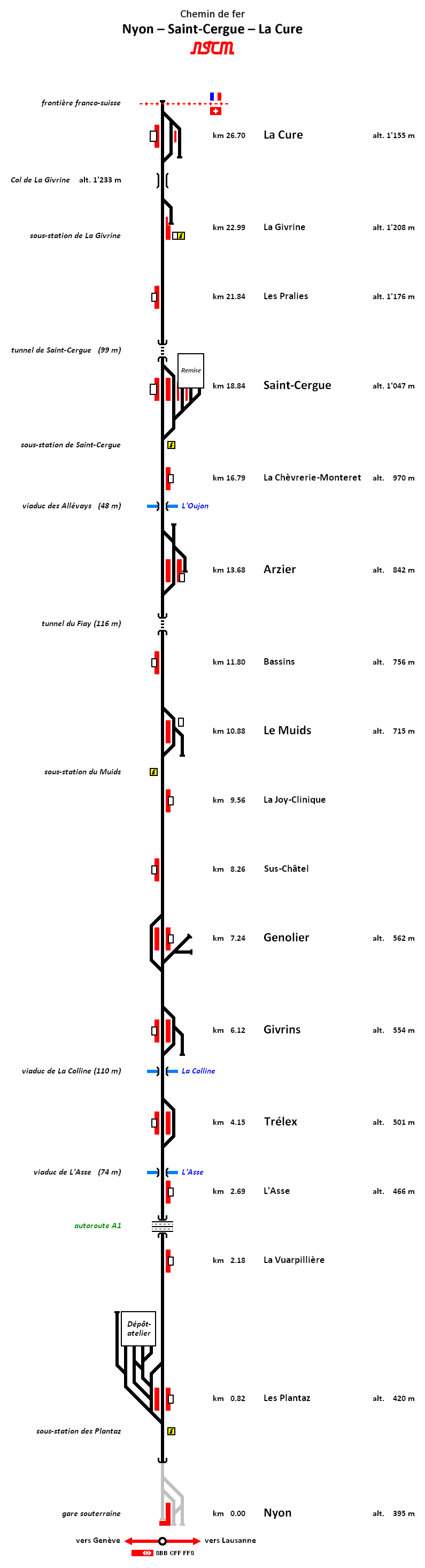
Schéma de la ligne.

### Section suisse
- Nyon, 395 m
- Les Plantaz, 420 m
- La Vuarpillière

Automotrice au col de la Givrine en 1979.

- L'Asse (où est organisé le Paléo Festival de Nyon), 466 m

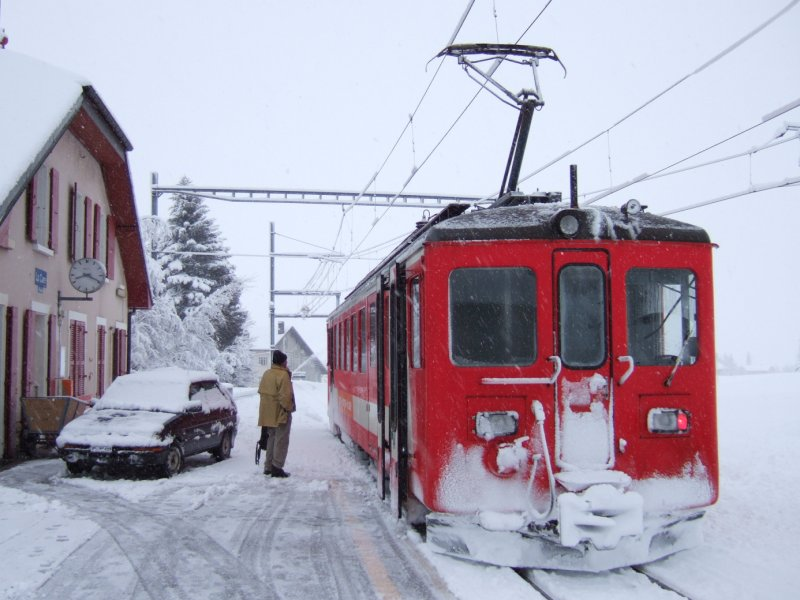
Train NStCM ex-CJ en gare de la Cure.

- Trélex, 501 m
- Givrins, 554 m
- Genolier, 562 m
- Sus-Châtel, 598 m
- La Joy-Clinique

- Le Muids, 715 m
- Bassins, 756 m
- Arzier-Le Muids, 842 m
- La Chèvrerie-Monteret, 970 m
- Saint-Cergue, 1047 m
- Saint-Cergue Les Cheseaux
- Les Pralies, 1176 m
- La Givrine, 1208 m
- La Cure (Suisse), 1155 m

### Section française (jusqu'en1958)
Le tracé passait dans le village des Rousses et suivait la RN5 jusqu'à la gare de Morez.
- La Cure (France), 1155 m
- Les Rousses, 1110 m
- Sous les Barres,
- Gouland, 895 m
- Morez École,
- Morez Ville, 701 m
- Morez Gare (SNCF), 734 m

## Exploitation
La section suisse est exploitée depuis l'origine par la Compagnie du chemin de fer Nyon - Saint Cergue - Morez. La section française est exploitée à l'ouverture par la Compagnie des Chemins de fer électriques du Jura. Cette compagnie est remplacée en 1932 par la Régie départementale du chemin de fer Morez-La Cure (MLC) jusqu'en septembre 1958, date de la fin de l'exploitation de la section.

## Projets
À ce jour, seules la gare de Nyon ainsi que les haltes de la Vuarpillère, Bassins et des Cheseaux sont équipées de quais rehaussés permettant l'accès de plain-pied dans les nouvelles rames. Une mise à niveau de toutes les gares et halte est prévue à l'horizon 2031.